# 앤절라 새러피언
앤절라 서라피언(아르메니아어:Անժելա Սարաֆյան, 1983년 6월 30일 ~ )는 아르메니아계 미국의 배우이다. 4살때 아르메니아에서 부모님과 함께 미국으로 왔다. HBO 드라마 《웨스트월드》의 클레멘타인 페니피더 역으로 유명하다.

## 출연 작품
- 2019년 나는 악마를 사랑했다 - 조안나 역
- 2019년 핀업 (단편 영화) - 써니 역